# Can't Get You Out of My Head
„Can't Get You Out of My Head“ je píseň australské popové zpěvačky Kylie Minogue, která byla vydána na jejím osmém studiovém albu Fever. Píseň vyšla jako první singl alba 8. září 2001. Jejími autory a producenty jsou Cathy Dennis a Rob Davis.

## Formáty a seznam skladeb
CD 1 – mezinárodní edice
1. „Can't Get You Out of My Head“ — 3:51
2. „Boy“ — 3:47
3. „Rendezvous at Sunset“ — 3:23
4. „Can't Get You Out of My Head“ (Video)

CD 2 – mezinárodní edice
1. „Can't Get You Out of My Head“ — 3:51
2. „Can't Get You Out of My Head“ (K&M Mindprint Mix) — 6:34
3. „Can't Get You Out of My Head“ (Plastika Mix) — 9:26

CD 3 – mezinárodní edice
1. „Can't Get You Out of My Head“ — 3:51
2. „Boy“ — 3:47

CD 2 – australská edice
1. „Can't Get You Out of My Head“ — 3:51
2. „Can't Get You Out of My Head“ (K&M Mindprint Mix) — 6:34
3. „Can't Get You Out of My Head“ (Plastika Mix) — 9:26
4. „Can't Get You Out of My Head“ (Superchumbo Todo Mamado Mix) — 8:32

## Hitparáda

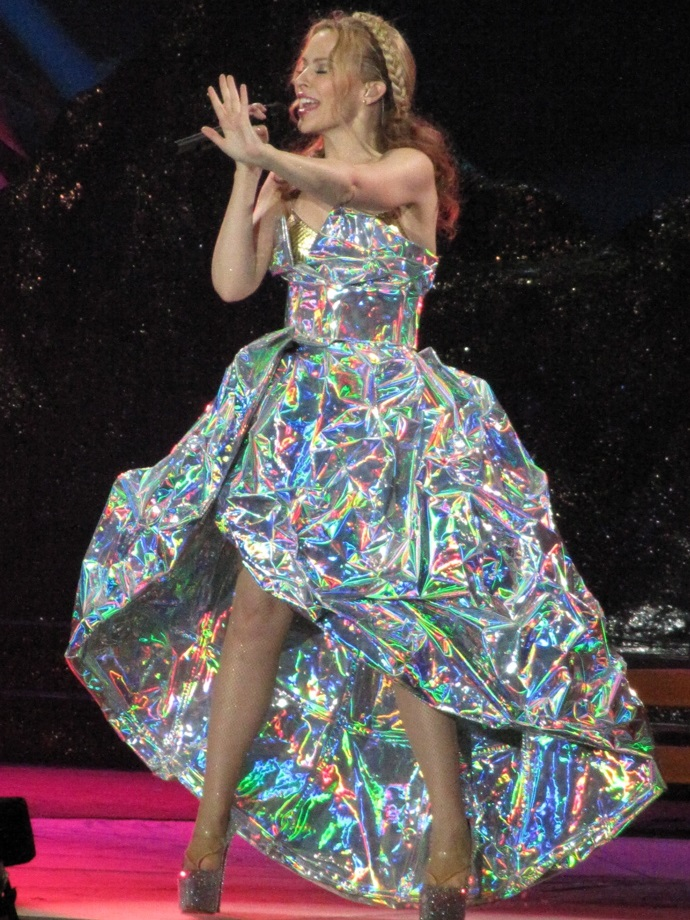
Kylie Minogue zpívá „Can't Get You Out of My Head“ v melbournské Rod Laver Areně během australské části Aphrodite: Les Folies Tour, 14. června 2011

| Země                | Umístění |
| ------------------- | -------- |
| Austrálie           | 1.       |
| Belgie (Flandry)    | 1.       |
| Belgie (Valonsko)   | 1.       |
| Dánsko              | 1.       |
| Nizozemí            | 1.       |
| Finsko              | 5.       |
| Francie             | 1.       |
| Německo             | 1.       |
| Irsko               | 1.       |
| Itálie              | 1.       |
| Nový Zéland         | 1.       |
| Norsko              | 1.       |
| Rakousko            | 1.       |
| Rumunsko            | 1.       |
| Španělsko           | 1.       |
| Švédsko             | 1.       |
| Švýcarsko           | 1.       |
| Velká Británie      | 1.       |
| Billboard Hot 100   | 7.       |
| Hot Dance Club Play | 1.       |